# Château de Blonay
Pour le château du même nom en Vallée d'Aoste, voir château de Blonay (Vallée d'Aoste).
Le château de Blonay est un château situé dans le canton de Vaud, en Suisse.

## Histoire
Bien qu'une charte indique la présence d’un bâtiment fortifié à Blonay dès 1095, la date de 1175 est retenue comme date de construction du château, comme l'indique un document de l'abbaye d'Hauterive, par les deux frères Guillaume II et Pierre Ier de Blonay. La famille de Blonay va ensuite être inféodée aux comtes de Savoie ; son influence grandissante dans la région va lui permettre d'agrandir progressivement le château jusqu'à ses contours actuels, avec successivement la création d'un donjon, d'un mur d'enceinte, d'un corps d'habitation et d'une chapelle privée.
Déchus progressivement de leurs possessions et de leurs titres après la réforme protestante et l'invasion bernoise, les descendants de la famille de Blonay doivent finalement vendre, en 1752, leur château à Richard de Graffenried et partir pour Vevey. C'est sous les Graffenried que le peintre Gottfried Locher réalise un remarquable plafond peint, signé et daté 1772. Cette parenthèse Graffenried ne durera que 50 ans, après lesquels les Blonay rachètent le château à la famille de Graffenried en 1806. Le monument, dès lors, ne quitte plus les possessions familiales.
Le château appartient de nos jours à la fondation du château de Blonay. Il est classé comme bien culturel d'importance nationale.

### Histoire de l'Art

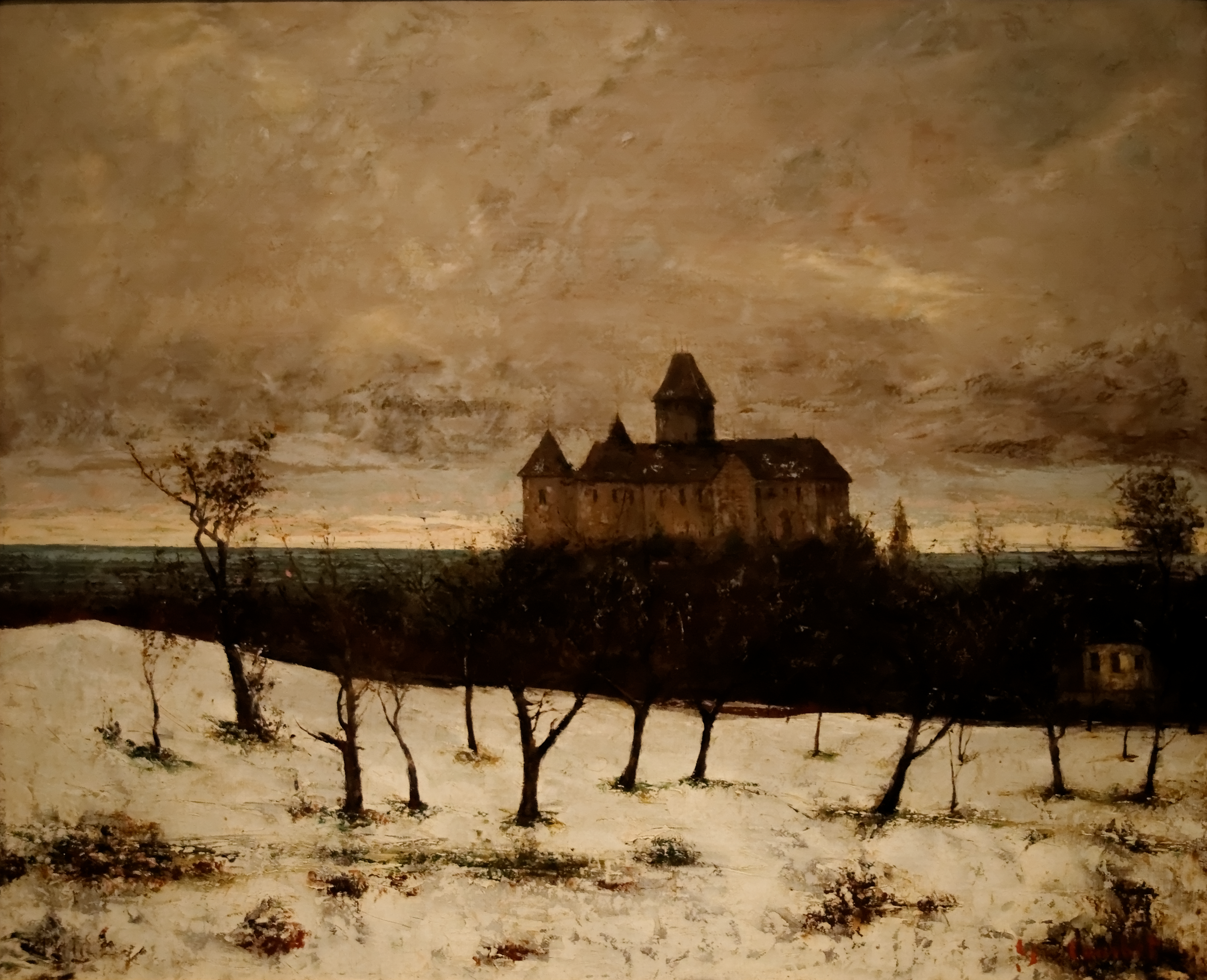
Le Château de Blonay, Gustave Courbet

Le Château de Blonay est le titre d'une œuvre de Gustave Courbet. Le tableau représente bien ce château, mais le paysage environnant est imaginaire. Le tableau a servi de cache pour masquer le sujet de L'Origine du monde, une œuvre singulière du même artiste.

## Sources
- « Le château de Blonay », sur swisscastles.ch (consulté le 19 mars 2012)
- « Le château », sur blonay.ch (consulté le 19 mars 2012)
- Elisabeth Salvi, « Blonay » dans le Dictionnaire historique de la Suisse en ligne, version du 18 juin 2007.